# Geheimnisse des Meeres (1953)
Geheimnisse des Meeres (Originaltitel: The Sea Around Us) ist ein US-amerikanischer Dokumentarfilm aus dem Jahr 1953 nach dem preisgekrönten Buch Wunder der Meere der Biologin Rachel Carson.

## Handlung
Die Dokumentation behandelt die Weltmeere. Nach einer Einleitung über die Entstehung der Meere und der Wassernutzung durch den Menschen, geht es um das mikroskopische Leben in den Meeren. Die Nahrungskette wird mit der Kieselalge veranschaulicht, die als Nahrung für Krebse dient. Aufnahmen von bunt schillernden Seeschlangen schließen sich an.
Das nächste Thema ist ein Kampf zwischen einer Krake und einem Hai, den der Hai gewinnt. Mit Ködern, die mit Betäubungsmitteln versehen sind, werden Haie für den Meeres-Themenpark Marineland of Florida gefangen und dort von professionellen Betreuern, den „shark walkers“, versorgt.
Es folgt eine Beschreibung vom Tauchgang, den Otis Barton 1949 mit einer Bathysphäre unternahm und bei dem ihm ein Tieftauchrekord gelang. Der Film wendet sich nun den Gefahren des Meeres zu. Seebeben verursachen gewaltige Wellen. Für den Menschen tödliche Tiere wie verschiedene Quallen und Muränen werden vorgestellt.
Die Fischfangindustrie ist der nächste Punkt, der behandelt wird. Vom Schwammtaucher bis zu Krebsfischern werden die Fangmethoden dargestellt. Nach einem Blick auf das Great Barrier Reef vor Australien mit seiner vielfältigen Fauna und Flora, werden Lachse aus dem nordwestlichen Pazifik gezeigt, die ihren Weg zu den Laichplätzen ziehen. Meeressäuger wie Wale, Robben, Schildkröten und Seehunde werden ebenso behandelt wie die verschiedenen Meeresvögel.
Nach Aufnahmen von einer Waljagd schließt der Film mit der offenen Frage nach dem Schicksal unserer Welt, wenn die Polarkappen weiterhin schmelzen und das Wasser die Küsten überschwemmt.

## Kritik
Bosley Crowther von The New York Times empfahl den Film für all jene, „die sich für die Schönheiten und Geheimnisse der Ozeane und die Wunder der Tiefe begeistern können“. Zur Erzählweise schrieb Crowther: „Obwohl er mit einem Bild von der Dunkelheit der universellen Nacht und dem feurigen Chaos der Erschaffung der Welt beginnt, gefolgt von einer flüchtigen Andeutung der Äonen der Stille, in denen die Erde abkühlte, unternimmt er keinen Versuch, die Reihenfolge nachzuvollziehen, in der die Lebewesen in den Tiefen des Ozeans entstanden sind. [...] Dieser Film ist vor allem eine Montagearbeit, die das Auge faszinieren und die Phantasie anregen soll, er zeigt das Leben der Meere, aber er erklärt es nicht.“
Das Entertainmentmagazin Variety nannte den 61-minütigen Film eine gute Attraktion für eine Double-Feature-Programmierung und lobte unter anderem die Filmmusik von Paul Sawtell und die visuellen Effekte von Linnwood Dunn. „Der Film endet mit der bedrohlichen Feststellung, dass, wenn das gesamte Eis und der Schnee, die heute einen Großteil der Gletschergebiete der Welt bedecken, schmelzen würden, der derzeitige Wasserspiegel um 100 Fuß ansteigen und den größten Teil der Welt überfluten würde.“
Für William R. Weaver von Motion Picture Daily ist der Film „eine hervorragend organisierte Präsentation von 64 der 75 Kategorien des Buches in bewegten Bildern (die Kopien sind in Technicolor), die aus vielen Quellen zusammengestellt und mit Einfühlungsvermögen und Geschick bearbeitet wurden. [...] All dies soll nicht bedeuten, dass The Sea Around Us allein in einem normalen Kinoprogramm bestehen kann oder soll, aber es bedeutet, dass er mehr mittelmäßige Hauptfilme zum finanziellen Erfolg führen wird als jeder andere Nebenfilm der letzten Zeit.“

## Auszeichnungen
1953 wurde der Film in der Kategorie Bester Dokumentarfilm mit dem Oscar ausgezeichnet.

## Hintergrund
Die Dokumentation hatte am 30. Juni 1953 Premiere.
Die Filmrechte an Carsons Buch hatte sich RKO Pictures gesichert, die den Film dann auch in den Vertrieb brachten. Rachel Carson war bei der Erstellung des Drehbuchs beteiligt. Irwin Allen schickte sein Manuskript an die Biologin, deren erste Kritik negativ ausfiel. Der Regisseur, der sich später mit Katastrophenfilmen wie Die Höllenfahrt der Poseidon und Flammendes Inferno einen Namen machte, konnte eine Abmachung mit Carson treffen, die sie dazu verpflichtete, keine schädlichen Statements über den Film und seinen Produzenten zu veröffentlichen.